# Monocoryna decempunctata
Monocoryna decempunctata is een keversoort uit de familie lieveheersbeestjes (Coccinellidae). De wetenschappelijke naam van de soort is voor het eerst geldig gepubliceerd in 1885 door Gorham.